# Acción ejecutiva
Una acción ejecutiva, en Derecho procesal, es una facultad mediante la cual una persona física o jurídica puede instar a los órganos jurisdiccionales para que actúen para obligar al cumplimiento de una resolución judicial.
Lo más habitual es que la acción ejecutiva se ejerza habilitado por haber obtenido anteriormente una sentencia firme condenatoria. En ese caso, y si no existe cumplimiento voluntario de la sentencia, la otra parte puede ejercer la acción ejecutiva para que el juez o tribunal dictamine las medidas que sean pertinentes, incluso solicitando a las autoridades que actúen contra el demandado que ha sido condenado, ordenando el embargo, desalojo o cualquier otra medida que sea necesaria para el cumplimiento de la sentencia.
Existen otros títulos que, de acuerdo al ordenamiento jurídico, permiten ejercer la acción ejecutiva sin necesidad de sentencia firme, denominados habitualmente títulos ejecutivos. Ejemplos de ello son ciertos títulos de crédito y los títulos hipotecarios. En esos casos, lo que se pretende es dotar de un mayor peso a ese tipo de títulos para favorecer la seguridad jurídica y el tráfico mercantil.